# Keith Newton (futebolista)
Keith Robert Newton (Manchester, 23 de junho de 1941 - 16 de junho de 1998) foi um futebolista inglês, que atuava como defensor.

## Carreira
Keith Newton fez parte da Seleção Inglesa de Futebol que disputou a Copa do Mundo de 1970.

## Ligações Externas
- Perfil em FIFA.com (em inglês)